# (14532) 1997 QM
(14532) 1997 QM est un astéroïde de la ceinture principale découvert en 1997.

## Description
(14532) 1997 QM a été découvert le 25 août 1997 à l'observatoire Kleť, en République tchèque, en Bohême-du-Sud, par Zdeněk Moravec.

### Caractéristiques orbitales
L'orbite de cet astéroïde est caractérisée par un demi-grand axe de 2,54 UA, un périhélie de 2,51 UA, une excentricité de 0,01 et une inclinaison de 15,08° par rapport à l'écliptique. Du fait de ces caractéristiques, à savoir un demi-grand axe compris entre 2 et 3,2 UA et un périhélie supérieur à 1,666 UA, il est classé, selon la JPL Small-Body Database, comme objet de la ceinture principale.

### Caractéristiques physiques
(14532) 1997 QM a une magnitude absolue (H) de 14,2 et un albédo estimé à 0,073.